# Аверченко Дарина Василівна
Дарина Василівна Аверченко (* 17 листопада 1983, Херсон) — українська сценаристка, продюсерка.

## Біографія
Народилася 17 листопада 1983 р. в Херсоні. Навчалася на факультеті журналістики Київського міжнародного університету. Післядипломну освіту здобула у Вільному університеті Берліна. Працювала журналістом видань «Дзеркало тижня», «Вгору», телеканалу «К1», а також телеканалу Phoenix (Берлін), очолювала українську редакцію німецького освітнього телеканалу Da Vinci Learning. Член Національної спілки журналістів. З 2007 року пише сценарії до ігрових й документальних фільмів. 16 років працює PR-директором, а також членом Відбіркової ради Міжнародного фестивалю документального кіно про права людини DOCUDAYS UA, продюсує ігрові та документальні фільми.
Сценаристка та продюсерка документальних фільмів «Пляж для англійського лорда» (за підтримки фонду UCAN), «Радуниця» (за підтримки Гете-інституту, Фонду «Пам'ять, відповідальність і майбутнє»), «Кафе “Вояж”», «Українські шерифи», «Діксі Ленд», «Україна так далеко» (у виробництві). Сценарії повнометражних ігрових фільмів «22-24», «Вулкан» (у співавторстві з Аллою Тютюнник і Романом Бондарчуком) були нагороджені на Всеукраїнському літературному конкурсі «Коронація слова» у 2009 і 2011 роках.
Продюсерка (спільно з Юлією Сердюковою та Романом Бондарчуком) фільму Євромайдан. Чорновий монтаж.

## Досягнення
- Стипендіатка програм Journalisten International (DAAD), Culture Leadership International (British Council),
- Переможець конкурсу журналістських розслідувань серед українських видань, організований Українською асоціацію видавців періодичної преси.
- Дипломант Коронації слова 2009 за сценарій до фільму «22-24» (разом з Романом Бондарчуком та Аллою Тютюнник)
- ІІІ Премія на Коронації слова 2011 за сценарій до фільму «Вулкан» (разом з Романом Бондарчуком та Аллою Тютюнник)

## Виставки
2022 (квітень) — «Тут. Зараз» — галерея Rezidenta9, Бухарест, Румунія. Групова виставка українських митців (кіно, музика, театр, сучасне мистецтво) про відчуття війни. Кіно представлено кадром з фільму «Редакція» (реж. Роман Бондарчук). На широкому екрані демонструється кульмінаційний епізод фільму - про прихід хаосу. На плазмі перед екраном - справжній хаос, який принесли на місце зйомок окупаційні російські війська. 
2019 (квітень) — «Міражі» — галерея «Камера», Київ, Україна. Перша песональна фотовиставка. Присвячена кіноекспедиції «Вулкану» до Херсонської області у серпні-жовтні 2016 року. 
2009 (березнь-травень) — «Валізи вражень» — Київський будинок кіно, галерея «Гапка», Київ, Україна. Виставка спільно з Романом Бондарчуком. Світлини, привезені з подорожі до Ізраїлю і запаковані у валізи.  
2004 (березень) — «Помаранчева весна» — Центральний будинок художника, Київ, Україна. Інсталяція «Янгол-охоронець» (спільно з Мариною Дикухою). 
2004 (березень) — «Революційно. Експериментальний. Простір» — галерея НУ «Києво-Могилянська академія», Київ, Україна. Фотовиставка подій Помаранчевої революції в рамках групової виставки художників сучасного мистецтва, фотографів. 